# 埃格河畔霍恩贝格
埃格河畔霍恩贝格是德国巴伐利亚州的一个市镇。总面积8.20平方公里，总人口1464人，其中男性702人，女性762人（2011年12月31日），人口密度179人/平方公里。